# Интерактивност
В полето на информационните науки, комуникациите и промишления дизайн съществуват дебати относно значението на термина „интерактивност“ (на английски: interactivity). Една от гледните точки определя интерактивността в три различни нива:
- Неинтерактивен – системата въздейства върху друга чрез еднопосочни действия или съобщения, които не са породени от предхождащо взаимодействие с отсрещната система
- Реактивен – системата взаимодейства с друга система, като реагира еднократно на действие или съобщение, получено от отсрещната система
- Интерактивен – системата контактува чрез поредица от действия и/или съобщения с друга система/системи като всяко действие или съобщение е свързано и породено от предишните такива

В най-общ смисъл интерактивността може да бъде разглеждана като всяка форма на двустранна комуникация. Последната може да бъде между:
- двама или повече души;
- човек и електронна система;
- две или повече електронни системи.

Съществуват три основни критерия за класификация на видовете интерактивност:
- според броя на лицата или електронните системи, участващи в нея – по този критерий интерактивността може да бъде един към един, един към много или много към много;
- според времето на извършване на комуникацията – ако последната се извършва по едно и също време, то интерактивността се нарича синхронна, а в противен случай – асинхронна;
- според начините за извършване на комуникацията – ако и в двете посоки тя се извършва по един и същ начин, то интерактивността се нарича симетрична, а в противен случай – асиметрична.

## Компютърни науки
В компютърните среди терминът интерактивност се използва за описване да действието между компютър и човек. Промените, които настъпват вследствие действията на човека, се възприемат от софтуера и обработват от компютърната система. Като резултат могат да се получат нови изходни данни, които да се възпроизведат под формата на графика, анимация, числа или текст.

## Нови медии
Посредством интерактивност в новите медии между хора, животни, събития или състояния от околната среда и специално разработени софтуерни продукти може да настъпи промяна в изходните данни. Примерно едно графично изображение направено чрез софтуер може да бъде променяно в реално време от настъпилите промени в температурата на въздуха, от порива на вятъра или други състояния на околната среда.

## Образование
В сферата на образованието интерактивността най-често се определя като всяка форма на комуникацията между учащите и преподавателите, самите учащи, както и между учащите и учебните ресурси (в които се включва и всяка компютърна система).
Интерактивността е много важен елемент от процеса на преподаване и усвояване на учебния материал. Обучаемите трябва да бъдат насърчавани да взимат активно участие в учебния процес. Получаването на информация за процеса на обучение – коментари, препоръки, оплаквания и т. н. – от учащите, е от изключителна важност за постигане на качествено преподаване. С доказана важност за процеса на усвояване на учебното съдържание е и интерактивността между самите обучаеми. По-подробна информация за последното е представена в разширените пояснения на термините комуникация (communication) и кооперативни учебни групи (cooperative learning groups).
В електронното обучение, освен горните два вида комуникация, ключова роля има и комуникацията между учащите и използваните в обучението информационни и комуникационни технологии (най-често компютърни системи). Различните аспекти на този вид комуникация са разгледани подробно в разширените описания на следните термини: комуникация (communication); компютърно базирано обучение (computer-based learning); обучение посредством компютър (computer-mediated learning); интерактивна мултимедия (interactive multimedia); компютърна конференция (computer conference); комуникация посредством компютър (computer mediated communication).